# 貝西科維奇覆蓋定理
數學上，貝西科維奇(Besicovitch)覆蓋定理是實分析的一條覆蓋定理。歐氏空間的任何一個有半徑上限的閉球族中，可以取出幾個子集，子集的球互不相交，且覆蓋原來閉球族中所有球的中心，而子集的數目上限只取決於空間的維數。

## 定理敘述
若{\displaystyle {\mathcal {F}}}是{\displaystyle \mathbb {R} ^{n}}中的非退化（半徑為正數）閉球族，當中的球的半徑有有限上界，即
{\displaystyle \sup\{\mathrm {rad} (B):B\in {\mathcal {F}}\}<\infty }
而A為當中的球的中心組成的集合。那麼{\displaystyle {\mathcal {F}}}中存在子集{\displaystyle {\mathcal {G}}_{1},\cdots ,{\mathcal {G}}_{N_{n}}}，每個{\displaystyle {\mathcal {G}}_{i}}是可數多個互不相交的球的集合，而且
{\displaystyle A=\bigcup _{i=1}^{N_{n}}\bigcup _{B\in {\mathcal {G}}_{i}}B}
其中{\displaystyle N_{n}}是一個僅依賴於n的常數。

## 證明大概
先假設A是有界集合。依次選取球{\displaystyle B_{i}}
1. 選擇{\displaystyle B(a_{1},r_{1})\in {\mathcal {F}}}為{\displaystyle B_{1}}，適合條件{\displaystyle r_{1}\geq {\frac {3}{4}}\sup\{B(a,r)\in {\mathcal {F}}\}}
2. 若已選取{\displaystyle B_{1},\cdots ,B_{j-1}}，{\displaystyle j\geq 2}。令{\displaystyle A_{j}:=A\setminus \cup _{i=1}^{j-1}B_{i}}。若{\displaystyle A_{j}=\varnothing }，就停止；若否，選擇{\displaystyle B(a_{j},r_{j})}為{\displaystyle B_{j}}，適合條件{\displaystyle r_{j}\geq {\frac {3}{4}}\sup\{B(a,r)\in {\mathcal {F}},a\in A_{j}\}}

球{\displaystyle B_{i}}有以下性質
1. 以{\displaystyle B_{i}}的選取方法可知，若j > i，則{\displaystyle r_{j}\leq {\frac {4}{3}}r_{i}}，{\displaystyle \left|a_{i}-a_{j}\right|>r_{i}}。
2. 將全部球{\displaystyle B_{i}}的半徑縮至三分之一，從以上不等式，可證這些縮小的球{\displaystyle B(a_{i},r_{i}/3)}互不相交。
3. 若有可數無限多球{\displaystyle B_{i}}，因A有界，及縮小的球不交的性質，所以球{\displaystyle B_{i}}的半徑趨向0。
4. {\displaystyle A\subset \cup _{i}B_{i}}。若{\displaystyle B_{i}}數目有限，則結果明顯；若數目是無限多，假如有{\displaystyle a\in A\setminus \cup _{i}B_{i}}，那麼{\displaystyle {\mathcal {F}}}中有球{\displaystyle B(a,r)}，而從上一性質知，對足夠大的j，有{\displaystyle r_{j}<(3/4)r}，與{\displaystyle B_{j}}的選取條件矛盾。

對k > 1，估算{\displaystyle B_{k}}和多少個之前選擇的球{\displaystyle B_{i}}相交。先將這樣的{\displaystyle B_{i}}按半徑{\displaystyle r_{i}}分成兩組：{\displaystyle r_{i}\leq 3r_{k}}為第一組，{\displaystyle r_{i}>3r_{k}}為第二組。
對第一組的球{\displaystyle B_{i}=B(a_{i},r_{i})}，將其縮小成{\displaystyle B(a_{i},r_{i}/3)}後包含在{\displaystyle B(a_{k},5r_{k})}中。{\displaystyle B(a_{i},r_{i}/3)}之間互不相交，故總體積不超過{\displaystyle B(a_{k},5r_{k})}的體積。又因{\displaystyle r_{i}\geq (3/4)r_{k}}，因此{\displaystyle B(a_{i},r_{i}/3)}相對{\displaystyle B(a_{k},5r_{k})}的比例有一個下限，而這下限僅由維數n決定。所以第一組的球的數目有一個僅依賴於n的上限。
對第二組的球，任取其中兩個球{\displaystyle B_{i}},{\displaystyle B_{j}}。考慮以{\displaystyle a_{i}},{\displaystyle a_{j}},{\displaystyle a_{k}}作頂點的三角形。因{\displaystyle B_{i}},{\displaystyle B_{j}}都和{\displaystyle B_{k}}相交，又{\displaystyle a_{k}}不在{\displaystyle B_{i}},{\displaystyle B_{j}}之內，故有不等式
{\displaystyle r_{i}<\left|a_{i}-a_{k}\right|<r_{i}+r_{k}}
{\displaystyle r_{j}<\left|a_{j}-a_{k}\right|<r_{j}+r_{k}}
欲證出此三角形以{\displaystyle a_{k}}為頂點的角{\displaystyle \theta }，不小於一常數。可以假設{\displaystyle a_{i}a_{k}}邊長不大於{\displaystyle a_{j}a_{k}}邊長。如果{\displaystyle a_{i}}不在{\displaystyle B_{j}}內，則{\displaystyle a_{i}a_{j}}邊長大於{\displaystyle r_{j}}。若{\displaystyle a_{i}a_{j}}邊長不小於{\displaystyle a_{j}a_{k}}邊長，則{\displaystyle a_{i}a_{j}}為三角形中最長的邊，所以{\displaystyle \theta }不小於{\displaystyle \pi /3}。若{\displaystyle a_{i}a_{j}}邊長小於{\displaystyle a_{j}a_{k}}邊長，以平面幾何可證得這情形時{\displaystyle \theta }不小於arccos(5/6)。如果{\displaystyle a_{i}}在{\displaystyle B_{j}}內，必有i < j，故{\displaystyle r_{j}\leq (4/3)r_{i}}，且{\displaystyle a_{j}}不在{\displaystyle B_{i}}內，因此{\displaystyle a_{i}a_{j}}邊長大於{\displaystyle r_{i}}。可證得這情形時{\displaystyle \theta }不小於arccos(61/64)。取上述下限的最小者，得出{\displaystyle \theta }的下限為arccos(61/64)。
因此將第二組各個的球的中心和{\displaystyle a_{k}}之間連成直線，則任意兩條直線之間在{\displaystyle a_{k}}的夾角不小於arccos(61/64)。{\displaystyle a_{k}}為中心的單位球面上，這些直線中任何兩條和球面的交點，其間的球面距離，等於直線間的夾角。直線間的夾角下限，就是交點間的球面距離下限。在單位球面上所能容納的這樣的點的數目，有一個只依賴維數n的上限，這也就是第二組球的數目上限。
{\displaystyle B_{k}}和之前的球相交的數目上限，是以上兩組的上限的和，於是這個上限只依賴於維數n。這個上限加1設為{\displaystyle M_{n}}。現在從{\displaystyle B_{1}}開始依次把球放到子集{\displaystyle {\mathcal {G}}_{i}}內。輪到{\displaystyle B_{k}}時，因為之前的球中最多有{\displaystyle M_{n}-1}個和{\displaystyle B_{k}}相交，因此在{\displaystyle M_{n}}個子集{\displaystyle {\mathcal {G}}_{i}}中，必定有至少一個所包含的球都不和{\displaystyle B_{k}}相交，於是可以把{\displaystyle B_{k}}加進這個子集。這樣就得出了子集{\displaystyle {\mathcal {G}}_{i}}，滿足條件
{\displaystyle A\subset \bigcup _{i}B_{i}=\bigcup _{i=1}^{M_{n}}\bigcup _{B\in {\mathcal {G}}_{i}}B}
對一般的A，設
{\displaystyle R:=\sup\{\mathrm {rad} (B),B\in {\mathcal {F}}\}}
對每個正整數l，設
{\displaystyle A_{l}:=\{x\in A:3R(l-1)\leq |x|<3R\,l\}}
{\displaystyle {\mathcal {F}}^{l}:=\{B(a,r)\in {\mathcal {F}}:a\in A_{l}\}}
將以上結果用到{\displaystyle A_{l}}和{\displaystyle {\mathcal {F}}^{l}}上，得到子集{\displaystyle {\mathcal {G}}_{1}^{l},\cdots ,{\mathcal {G}}_{M_{n}}^{l}}，滿足條件
{\displaystyle A_{l}\subset \bigcup _{i=1}^{M_{n}}\bigcup _{B\in {\mathcal {G}}_{i}^{l}}B}
對{\displaystyle 1\leq j\leq M_{n}}，設{\displaystyle {\mathcal {G}}_{i}:=\cup _{l=1}^{\infty }{\mathcal {G}}_{i}^{2l-1}}，{\displaystyle {\mathcal {G}}_{i+M_{n}}:=\cup _{l=1}^{\infty }{\mathcal {G}}_{i}^{2l}}，並設{\displaystyle N_{n}=2M_{n}}。那麼{\displaystyle {\mathcal {G}}_{i}}的球互不相交，且有
{\displaystyle A=\bigcup _{l=1}^{\infty }A_{l}\subset \bigcup _{i=1}^{N_{n}}\bigcup _{B\in {\mathcal {G}}_{i}}B}
因此定理得證。